# Vie quotidienne sous la dictature du Proceso en Argentine
 (mai 2016).
Si vous disposez d'ouvrages ou d'articles de référence ou si vous connaissez des sites web de qualité traitant du thème abordé ici, merci de compléter l'article en donnant les références utiles à sa vérifiabilité et en les liant à la section « Notes et références ».
Le coup d'État réalisé par la junte militaire le 24 mars 1976 entraine la chute du gouvernement d'Isabel Peron et instaure un régime militaire autoritaire. Ce bouleversement politique entraine de nombreux changements du point de vue politique mais aussi social. 
La société argentine fait face à un nouveau quotidien, qui se caractérise par une culture de la peur, le terrorisme d'État et les problèmes économiques, mais aussi par des nouvelles solidarités sociales et parfois même une unité nationale autour d'événements comme le Mundial de 1978 ou la Guerre des Malouines.
Le gouvernement de la Junte diffuse un discours qui assimile les victimes de la subversion à des ennemis et des subversifs, et pour autant la répression ne touche pas seulement les militants politiques et syndicaux mais aussi une partie de la population innocente : étudiants, ouvriers...
Dès lors il s'agit de voir comment la société argentine continue à vivre dans un quotidien marqué par la répression, l'inflation mais aussi le mensonge organisé par l'État.

## Le coup d'État et le début de la dictature: un bouleversement de la vie quotidienne
Le 24 mars 1976 face à la crise économique et sociale dans laquelle est plongé le gouvernement d'Isabel Peron, une junte militaire réalise un coup d'État et prend le pouvoir. Ce coup d'État, attendu par la majorité de la population est accepté avec soulagement par une majorité d'argentins qui observaient depuis quelques mois la montée des violences et l'inefficacité du gouvernement Peron à lutter contre le désordre social ambiant.
Le coup d'État soulage une partie de la population qui voit dans cet événement un retour à l'ordre. Pour autant cet événement bouleverse le paysage quotidien : des véhicules blindés et des patrouilles militaires apparaissent dans les rues de la capitale et des grandes villes.

## La politique de Martinez de Hoz et les difficultés économiques
Déjà sous la présidence de Peron les difficultés économiques font jour, ce qui est un facteur aggravant et entraine la chute de son gouvernement. Sous la dictature militaire, le nouveau ministre José Alfredo Martínez de Hoz (es) met en place des mesures qui provoquent une sévère inflation. Ces difficultés économiques croissantes demandent l'intervention de l’État au sein de l'économie. La crise est maximale en 1980 et Martinez de Hoz sort de la politique.

## Le terrorisme d'État et la répression politique: naissance d'uneculture de la peur
Les arrestations par les groupes militaires et para militaires donnent naissance à une culture de la peur. De fait, si le pouvoir affirme que les personnes arrêtées sont bien des ennemis subversifs, il semble pourtant que la réalité soit plus nuancée. Une grande partie des personnes arrêtées sont des étudiants, ou des ouvriers, supposés militants ou subversifs par le pouvoir. Il y a donc une disjonction entre la propagande réalisée par le pouvoir et la réalité de la répression politique qui fait naitre une culture de la peur et du silence au sein de la société, du moins dans les premières années du Proceso.